# Jürgen Berghahn

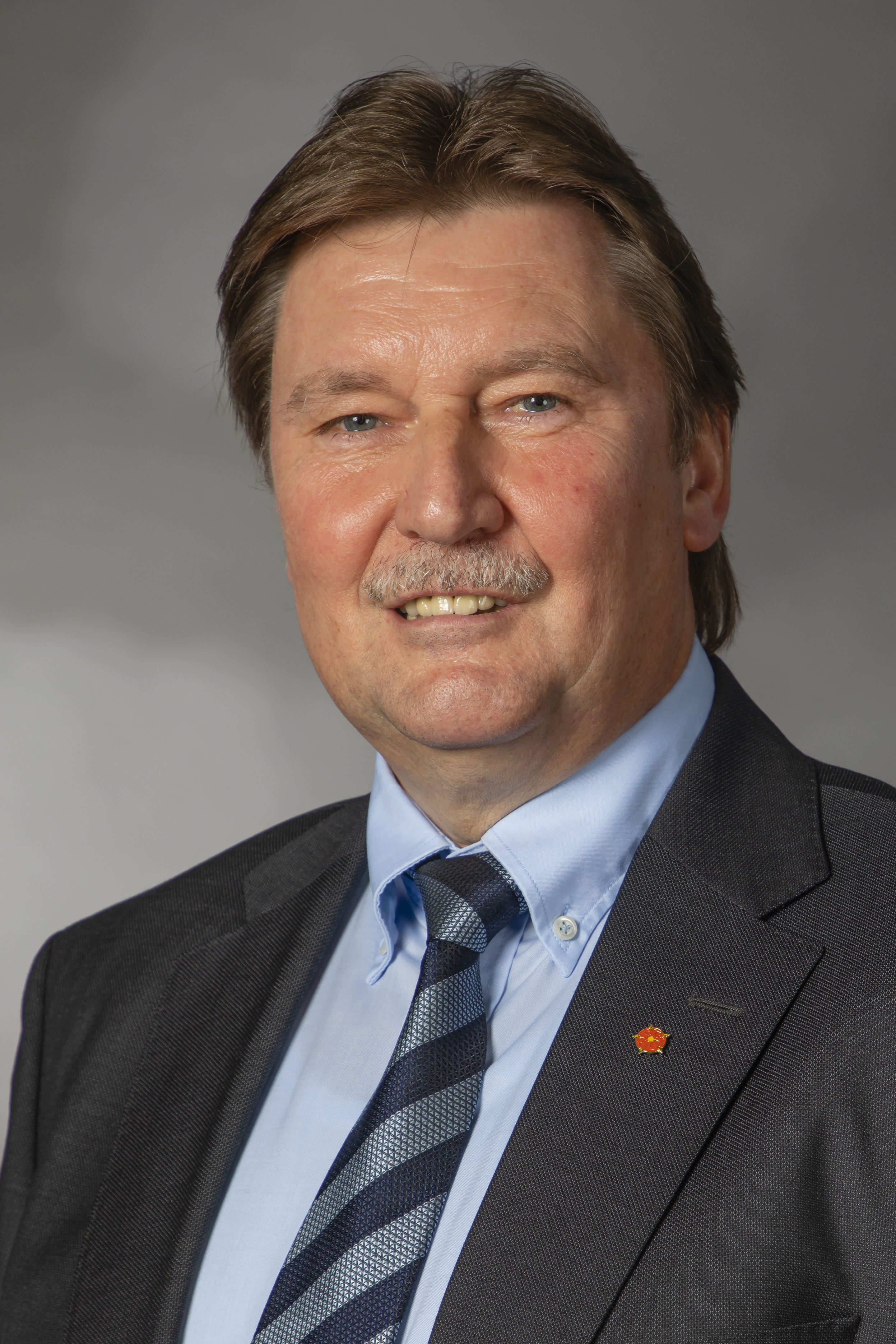
Jürgen Berghahn (2019)

Jürgen Berghahn (* 5. Juli 1960 in Blomberg) ist ein deutscher Politiker (SPD). Von 2021 bis 2025 war er Mitglied des Deutschen Bundestages. Zuvor war er von 2010 bis 2021 Abgeordneter im Landtag Nordrhein-Westfalen.

## Leben
Berghahn machte eine Ausbildung zum Elektroinstallateur. 26 Jahre war er bis zu deren Insolvenz bei der Firma Schieder Möbel beschäftigt. Von 1994 bis 2008 war er dort im Betriebsrat, von 2002 bis 2008 als stellvertretender Konzernbetriebsratsvorsitzender. Darüber hinaus ist Berghahn als Referent in der Erwachsenenbildung für private und gewerkschaftliche Bildungseinrichtungen tätig. Seit 1984 ist er Mitglied der IG Metall.
Berghahn ist verheiratet und Vater von zwei Kindern.

## Politik
Berghahn ist seit 2004 Mitglied des Stadtrates von Blomberg und Ortsvorsteher von Istrup. Ebenfalls seit 2004 ist er Vorsitzender der Blomberger Immobilien- und Grundstücksverwaltung. Er ist Vorsitzender des SPD-Ortsvereins Istrup/Wellentrup.
Er wurde bei den Landtagswahlen 2010, 2012 und 2017 im Landtagswahlkreis Lippe II zum Abgeordneten des Landtags von Nordrhein-Westfalen gewählt. Zur Bundestagswahl 2021 trat Berghahn als SPD-Direktkandidat für den Bundestagswahlkreis Lippe I an und gewann hierbei das Direktmandat. Im Zuge dessen legte er sein Landtagsmandat nieder. Für ihn rückte Nina Andrieshen in den Landtag nach. Bei der Bundestagswahl 2025 kandidiert Berghahn nicht erneut.